# Halictophagus obtusae
Halictophagus obtusae är en insektsart som beskrevs av Richard Mitchell Bohart 1943. Halictophagus obtusae ingår i släktet Halictophagus och familjen kamvridvingar. Inga underarter finns listade i Catalogue of Life.